# Granholm (vid Kopparnäs, Ingå)
Granholm är en ö i Finland. Den ligger i Finska viken och i kommunen Ingå i den ekonomiska regionen  Raseborg i landskapet Nyland, i den södra delen av landet. Ön ligger omkring 40 kilometer väster om Helsingfors.
Öns area är 4,1 hektar och dess största längd är 290 meter i nord-sydlig riktning. Ön höjer sig omkring 20 meter över havsytan.